# Юньмэнь Вэньянь

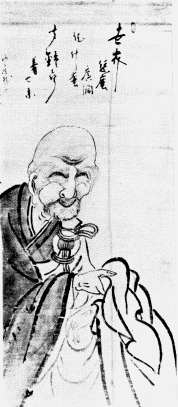
Юньмэн Вэньян

Юньмэнь Вэньянь (862 или 864 −949 гг. н. э. .; 雲 門 文 偃; японский : う ん も ん ぶ ん え ん, Уммон Бун’эн; также известный на английском языке как «Унмон», «Уммон Дайси», «Уммон Дзэндзи»), китайский мастер Чань эпохи династии Тан, продолжатель школы Сюэфэн Ицуня (822—908) Xuefeng Yicun.
Унмон, достигший просветления с помощью чаньского учителя Му-чжоу, стал основателем школы Юньмэнь (дом «Облачных врат») одной из 5 основных школ Чань-Буддизма.
Название происходит от монастыря Юньмэнь в Шочжоу, где Юньмэнь был настоятелем. Школа Юньмэнь процветала в раннюю династию Сун, оказав особое влияние на высшие классы, и в конечном итоге достигла своей высшей точки в составлении и написании буддийских коанов. Позднее школа будет поглощена школой Линьцзи. Линия преемственности до сих пор существует благодаря мастеру Чань Сюй Юнь (1840—1959).